# Laura Sonntag
Laura Sonntag (* 24. August 1989 in München) ist eine deutsche Schauspielerin.

## Wirken
Laura Sonntag begann ihre Schauspielkarriere als Kinderdarstellerin im Jahr 1997. Sie hatte in den folgenden Jahren zahlreiche Auftritte in deutschen Fernsehproduktionen. Beispielsweise wirkte sie in namhaften Serien wie Siska, Kommissarin Lucas, SOKO München, Unsere Farm in Irland oder Der Alte mit. Vereinzelt hatte sie auch Auftritte in Werbespots. Ihr bisher letzter belegter Filmauftritt erfolgte im Jahr 2013.
Laura Sonntag ist die Schwester des Schauspielers Severin Sonntag.

## Filmografie (Auswahl)
- 1997: Inside the Boxes (Kurzfilm)
- 2001: Personal Trainer (Fernsehfilm)
- 2002: Simones Labyrinth (Kurzfilm)
- 2003: Medicopter 117 – Jedes Leben zählt (Fernsehserie, 1 Folge)
- 2003: Mein Mann, mein Leben und du (Fernsehfilm)
- 2003: Simones Labyrinth (Kurzfilm)
- 2004: Stärker als der Tod (Fernsehfilm)
- 2006: Plötzlich Opa (Fernsehfilm)
- 2006: Siska (Fernsehserie, 1 Folge)
- 2006: Helen, Fred und Ted (Fernsehfilm)
- 2006: Liebe, Babys und ein großes Herz (Fernsehserie, 1 Folge)
- 2007–2008: SOKO München (Fernsehserie, 2 Folgen)
- 2007: Unsere Farm in Irland (Fernsehserie, 2 Folgen)
- 2008: Die Sache mit dem Glück (Fernsehfilm)
- 2008: Im Gehege (Fernsehfilm)
- 2009: Ein Fall für zwei (Fernsehserie, 1 Folge)
- 2009: Bis an die Grenze (Fernsehfilm)
- 2010: Kommissarin Lucas (Fernsehserie, 1 Folge)
- 2011: Der Alte (Fernsehserie, 1 Folge)